# High1 Resort Open
Het High1 Resort Open was een eenmalig golftoernooi in Zuid-Korea, dat deel uitmaakte van de Korean Tour en de OneAsia Tour. Het vond van 6 tot 9 september 2012 plaats op de High1 Country Club in Jeongseon, Gangwon-do. Het officiële naam van het toernooi was The Charity High 1 Resort Open .
Het toernooi werd gespeeld in een strokeplay-formule van vier ronden en na de tweede ronde werd de cut toegepast.

## Winnaar
| Jaar | Winnaar         | Score | Score | Info |
| ---- | --------------- | ----- | ----- | ---- |
| 2012 | Matthew Griffin | 279   | –9    |      |